# Hard dance
Hard dance je zastřešující výraz pro skupinu moderních elektronických tanečních žánrů, mezi ně patří Hard House, Nu-NRG, Hard-NRG, Hard Trance, Hardstyle, Jumpstyle a Freeform hardcore. Do této skupiny se často řadí také UK Hardcore a UK Techno. Tempo Hard dance je od 135 do 180 BPM. 	 

## Alternativní význam
Hard Dance je koncipován některými s alternativním významem, ve kterém označuje subžánr elektronické taneční hudby, v případech, kdy je hudební styl charakterizován nedostatkem hranic mezi výše uvedenými žánry, ve kterých se „mísí“ v způsob, jakým je téměř nemožné jej přiřadit k určitému žánru. Běžným příkladem by byla cross-over hudba Eurodance, Hard house / Hard trance. Tento úhel pohledu však mnoho starých strážných hudebníků odmítá a je považován za pokus o opětovné označení a opětovné uvedení dnes již stabilního produktu. V Itálii jsou někteří velmi slavní DJi po určitou dobu propagátory tohoto žánru; například Provenzano Dj a Promise Land se postarali o to, aby si tento žánr „udělal cestu“ mezi mnoha v tomto odvětví.